# Dirhinus texanus
Dirhinus texanus is een vliesvleugelig insect uit de familie bronswespen (Chalcididae). De wetenschappelijke naam is voor het eerst geldig gepubliceerd in 1896 door Ashmead.